# جوناثان اسبيريكويتا
جوناثان اسبيريكويتا (بالإسبانية: Jonathan Espericueta) (9 أغسطس 1994 بمونتيري في المكسيك - ) هو لاعب كرة قدم مكسيكي في مركز الوسط. شارك مع منتخب المكسيك تحت 17 سنة لكرة القدم ومنتخب المكسيك تحت 20 سنة لكرة القدم. أما مع النوادي، فقد لعب مع تايجرز أونال ونادي فياريال ب.

## وصلات خارجية
- جوناثان اسبيريكويتا على موقع الاتحاد الدولي (مؤرشف)  (الإنجليزية)
- جوناثان اسبيريكويتا على موقع قاعدة بيانات كرة القدم.إي يو (الإنجليزية)
- جوناثان اسبيريكويتا على موقع Soccerway.com (الإنجليزية)
- جوناثان اسبيريكويتا على موقع AS.com (الإسبانية)